# Ельба (острів)
Е́льба (італ. Elba, лат. Ilva) — острів в італійському регіоні Тоскана за 20 кілометрів від прибережного міста Гроссето. Ельба є найбільшим островом Тосканського архіпелагу і третім за площею островом Італії після Сицилії та Сардинії. На території Ельби та інших островів Тосканського архіпелагу — Горгони, Капрая, Піанози, Монтекрісто, Джильйо і Джианутрі — перебуває Національний парк Тосканського архіпелагу. Французький острів Корсика розташований за 35 км на захід.
На острові розміщено 8 комун: Портоферрайо, Кампо-нелл-Ельба, Каполівері, Марчана, Марчіана-Марина, Порто-Аццурро, Ріо Марина і Ріо-нелл-Ельба.
Площа — 224 км², берегова лінія — 147 км. Максимальна висота над рівнем моря 1019 м (гора Монте Капанне).

## Історія

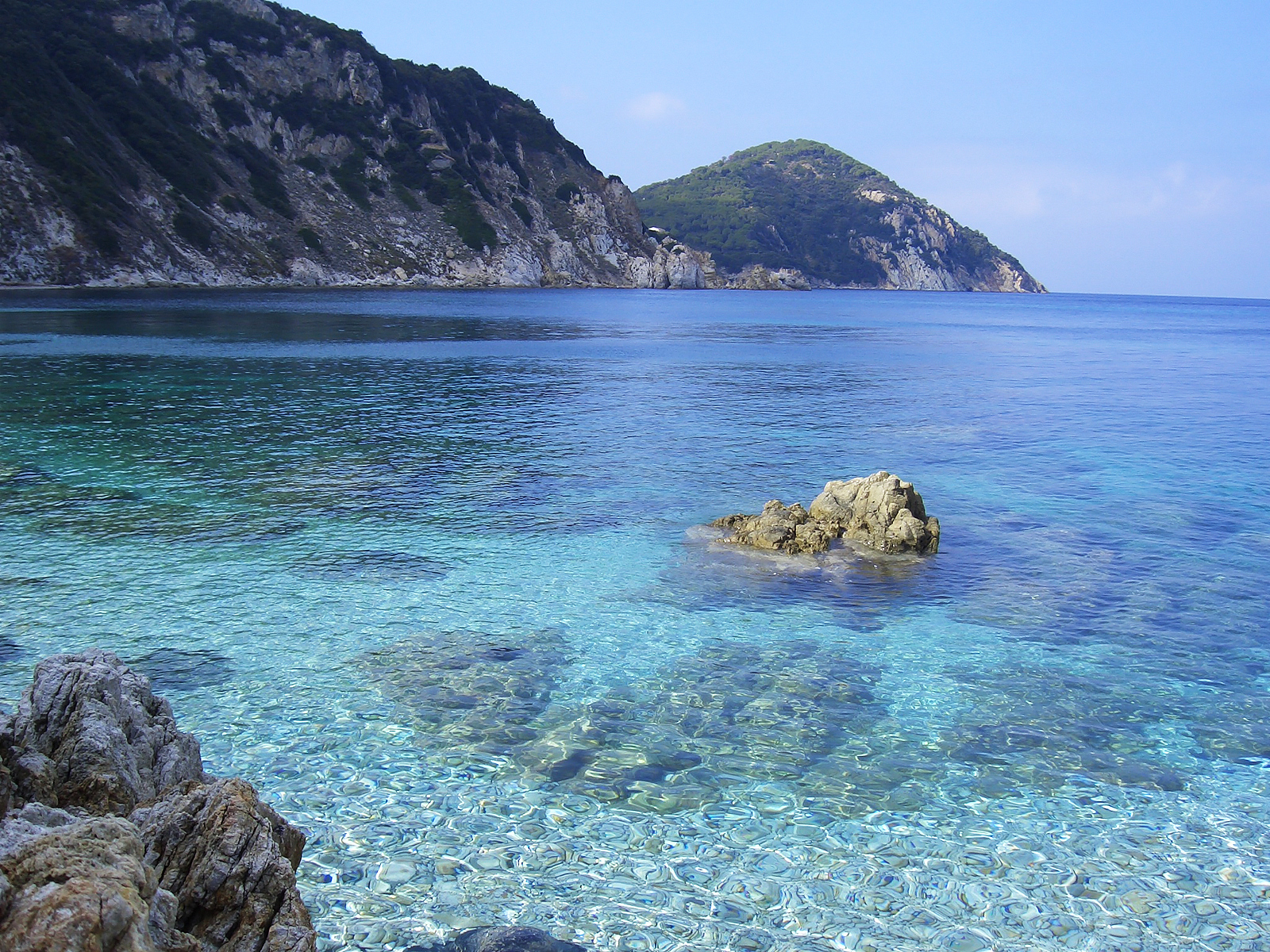
На острові Ельба

Острів був добре відомим з античних часів завдяки родовищам заліза. Перші шахти тут створили етруски. Після 480 до н. е. залізо добували римляни. Греки називали острів Aethalia (полум'я) через вогонь, що горів при виплавці заліза.
Після падіння Римської імперії острів піддавався руйнівним набігам варварів і сарацинів. На початку XI століття острів перейшов під контроль Пізи. Пізніше, 1398 року Пізу було продано сім'ї Вісконті з Мілана, острів купив Аппіані, правитель Пйомбіно, якому він належав протягом двох століть. 1546 року частина острова перейшла до рук Козімо I Медичі, який побудував фортецю в Портоферрайо, назвавши її «Cosmopoli». 1577 року цю частину острова повернули до Аппіані. У 1603 Філіп II Іспанський захопив Порто-Аззурро та побудував там дві фортеці. У 1802 році острів став французьким володінням, його економіка стала процвітати.
Після укладання Фонтенблоського договору 1814 року французького імператора Наполеона I Бонапарта було заслано на Ельбу. Йому дозволяли утримувати особисту охорону з шестисот осіб, а також Наполеона оголосили Імператором острова. Хоча він був номінально сувереном Ельби, острів контролювали (більш-менш) британські військово-морські патрулі. Протягом цих місяців Наполеон здійснив низку економічних та соціальних реформ для підвищення якості життя на Ельбі. Він перебував на Ельбі протягом дев'яти місяців і 21 дня, після чого втік із острова й повернувся до Франції 26 лютого. Після поразки Наполеона при Ватерлоо його було заслано знову, цього разу на безплідний та ізольований Острів Святої Єлени у Південній Атлантиці. Перебування Наполеона на Ельбі стало основою появи відомого в англійській мові паліндрому: «Able was I ere I saw Elba» (приблизний переклад: «Міг усе я до того як я побачив Ельбу»).
Після Віденського конгресу острів перейшов до Великого герцогства Тосканського. У 1860 острів становив частину створюваного Королівства Італії.
17 червня 1944 року французькі війська зайняли Ельбу, звільнивши острів від німецьких солдатів. Неточні дані розвідування й потужна оборона острова призвели до того, що бій був важчим, ніж очікувалося.
Сьогодні острів відомий своїми винами, а також це популярне туристичне місце. Кожного року сюди приїжджають тисячі людей, щоб насолодитися красою і запахом острова.